# Chuchelná, Opava
Chuchelná là một làng thuộc huyện Opava, vùng Moravskoslezský, Cộng hòa Séc.